# Sri Lanka Railways

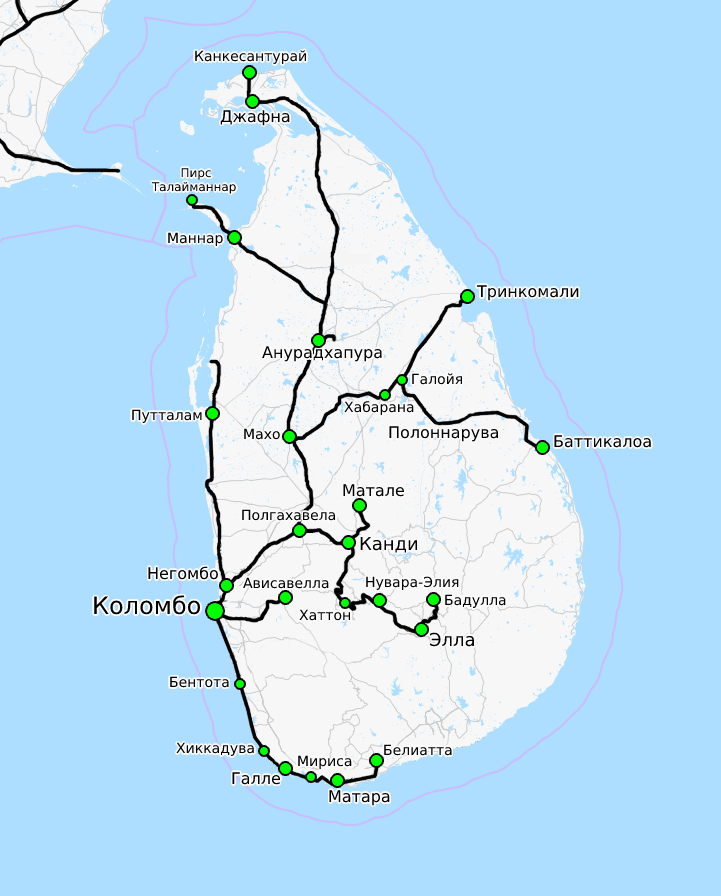
Карта железных дорог Шри Ланки

Государственный департамент железных дорог Шри-Ланки (англ. Sri Lanka Railways Department, сингальский язык: ශ්‍ ලංකා දුම්රිය සේවය īrī Laṃkā Dumriya Sēvaya, тамильский язык: இலங்கை புகையிரத சேவை), Sri Lanka Railways, SLR — владелец и основной оператор железных дорог Шри-Ланки. Находится в подчинении Министерства транспорта. Является преемником основанной в 1858 году Государственной железной дороги Цейлона (англ. Ceylon Government Railway).
Протяжённость железнодорожной сети Шри-Ланки составляет 1508 км широкой колеи (1676 мм). Линии соединяют столицу Коломбо с другими населенными пунктами и туристическими направлениями. Некоторые из маршрутов проходят по живописным местам: пересекают водопады, горы, чайные плантации, сосновые леса и мосты.

## История

### Ранние годы
Железная дорога была построена на Цейлоне британским колониальным правительством в 1864 году. Она предназначалась в первую очередь для перевозки чая и кофе из холмистых регионов в Коломбо. Первой открылась линия длиной 54 км из Коломбо в Амбепуссу. Первый главный инженер дороги Гилфорд Линдси Молесворт стал первым генеральным директором Государственной железной дороги Цейлона.
Основная магистраль получала продолжение в 1867, 1874, 1885, 1894 и 1924 годах, присоединив к сети города Канди, Навалапития, Нану-Ойя, Бандаравела и Бадулла. Одновременно в течение первых ста лет строились ответвления, в том числе в 1880 году — линия до Матале, в 1895 году — линия вдоль побережья, в 1905 года — северная линия, в 1914 году — линия на остров Маннар, в 1919 — линия в долину реки Келани, в 1926 году — линия в Путталам и в 1928 году — линия в Баттикалоа и Тринкомали. За следующие 80 лет значительных изменений железнодорожную сеть не происходило.

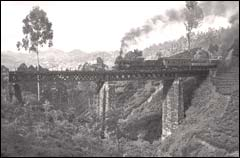
Паровоз на линии Коломбо — Бадулла (1880)
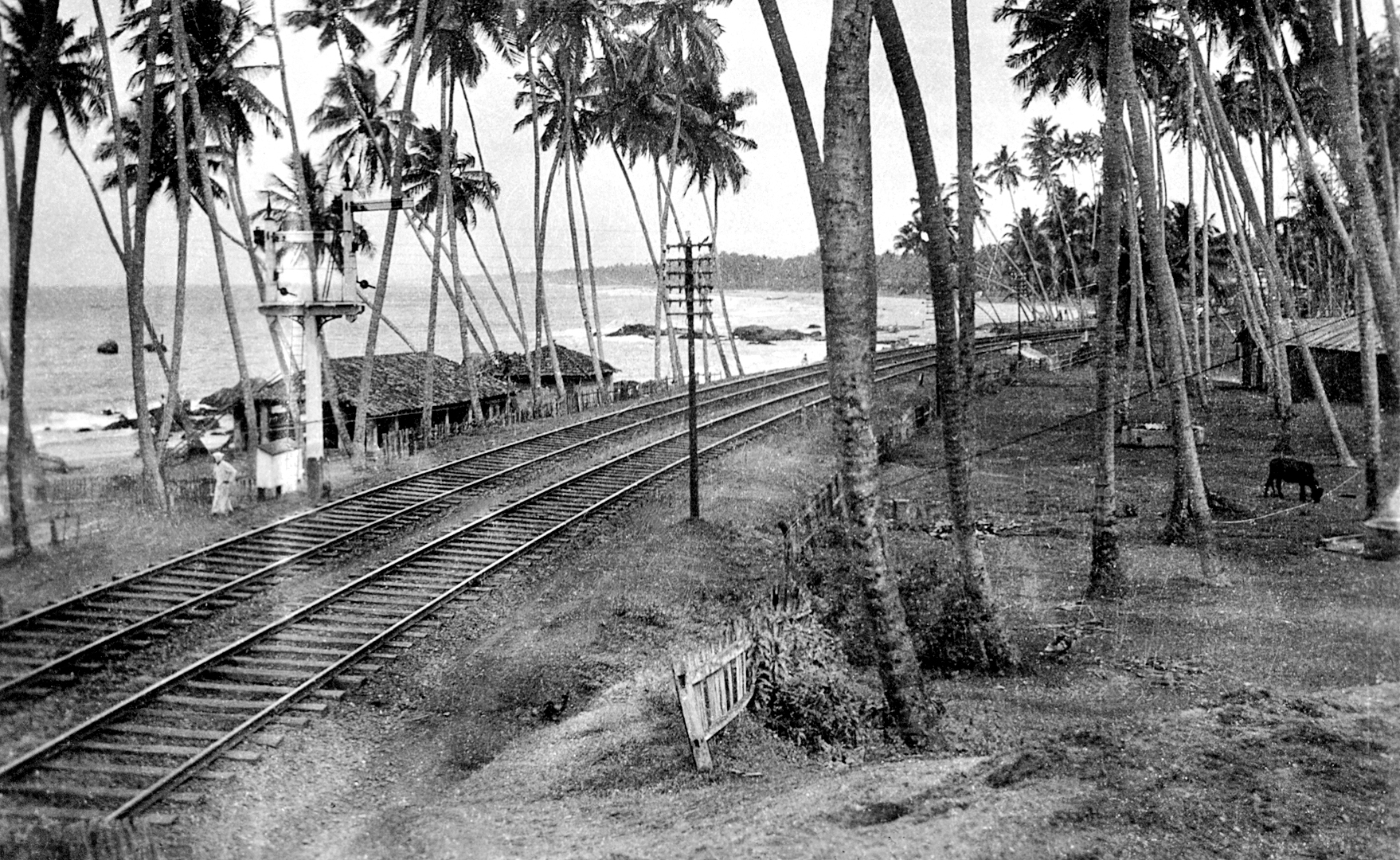
Железнодорожные пути возле Коломбо (1940)

### Золотой век
Золотой век Цейлонской железной дороги пришёлся на 1955—1970 годы, когда компанией руководил главный механик, а затем генеральный директор Б. Д. Рампала. При Рампале была проведена модернизация основных железнодорожных станций за пределами Коломбо и реконструкция пути в Восточной провинции, чтобы позволило запустить более тяжелые и быстрые поезда. В это время появились экспрессы, многие из которых получили собственные имена, что превратило дорогу в современный и комфортный вид пассажирского транспорта.
До 1953 года на железных дорогах Цейлона использовались паровозы. Техническое перевооружение на тепловозную тягу также произошло под руководством Рампалы.

### Ухудшение ситуации
В конце XX века началось постепенное снижение качества обслуживания. В течение трёх десятилетий дорога плохо содержалась и управлялась. Экономика Шри-Ланки переориентировалась с плантационного сельского хозяйства на промышленность, расширилась автодорожная сеть. С увеличением количества грузовых автомобилей и автомагистралей, предлагавших более быструю перевозку грузов, загрузка железных дорог сократилось, что вызвало большие убытки.
Неспособность внедрить технологические инновации, как произошло на железных дорогах других стран, и проблемы со скоростью, надежностью и комфортом привели к тому, что была потеряна значительная доля пассажирского рынка: к 2011 году она составляла 7 %.

### Возрождение
В начале 2010-х годов правительство Шри-Ланки начало 10-летнюю программу развития железных дорог, чтобы вернуть их в удовлетворительное состояние. Для пассажирских перевозок были приобретены новые дизель-поезда. С 2010 по 2012 год прошла модернизация Южной линии, повреждённая во время цунами 2004 года, в результате чего допустимая скорость была увеличена до 100 км/ч. Началось восстановление Северной линии, пострадавшая от почти трёх десятилетий войны; в 2015 году восстановлены участки до Джафны и Канкесантурае. Запланировано продолжение Южной линии от Матары до Катарагамы для обслуживания развивающегося города Хамбантота. Однако в 2015 году был значительно отложен срок строительства линии до Белиатты.

## Подвижной состав
Основу локомотивного парка Железных дорог Шри-Ланки составляют тепловозы. Паровозы, находившиеся в эксплуатации до 1950-х годов, используются только для исторических поездов, таких как Viceroy Special.
Переход на тепловозную тягу начался в 1953 году. К 2011 году в Шри-Ланке не было коммерческих электровозов, однако электрификация была предложена как способ повышения энергоэффективности и надёжности.
Большинство пассажирских вагонов изготовлены румынской компанией Astra Rail Industries или китайской CSR Corporation. На большинстве линий идёт их замена на дизель-поезда дальнего следования CSR Corporation или индийской RITES.

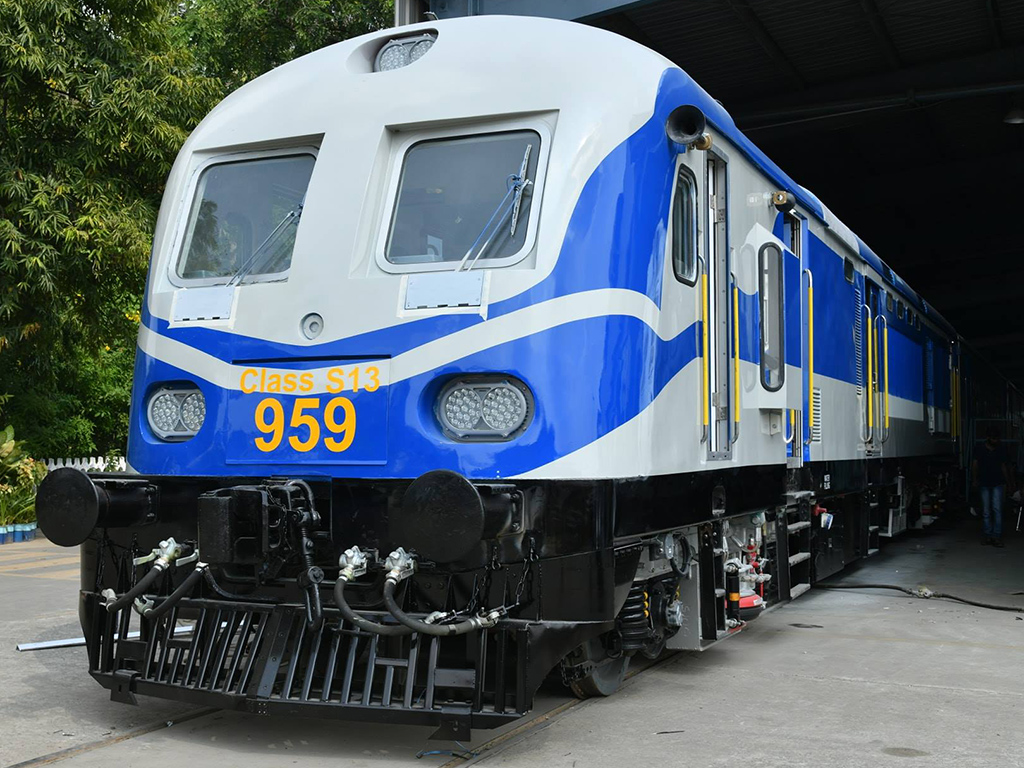
Дизель-поезд S13 959
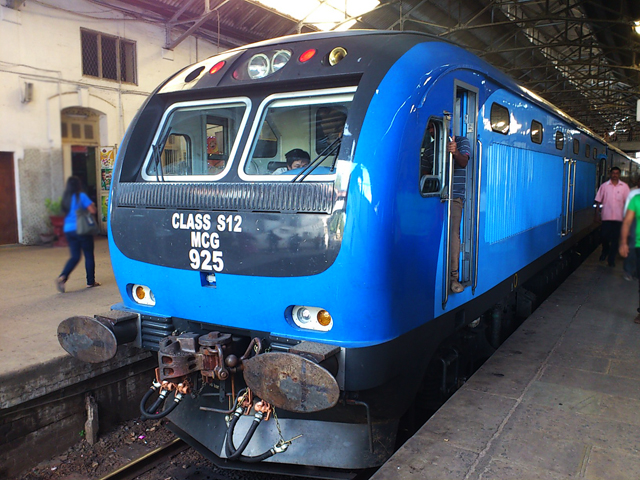
Новые дизель-поезда S12 импортированы в 2012 году
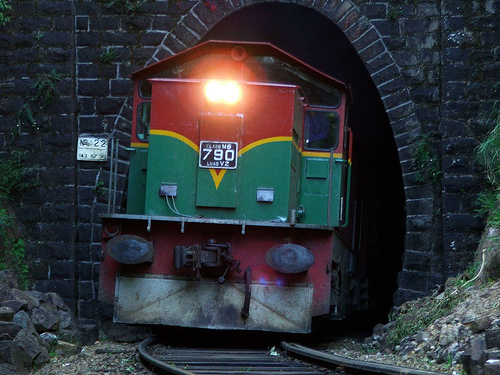
Тепловоз M6 с поездом Udarata Menike из Бадуллы в Коломбо

## Маршруты
Железные дороги Шри-Ланки предлагают междугороднее сообщение, связывающее крупные населенные пункты, и пригородное сообщение, обслуживающее пассажиров Коломбо. Железная дорога также перевозит грузы. Большинство междугородных поездов имеют несколько классов:
- Спальное место 1-го класса — в нескольких ночных поездах.
- Обзорное место 1-го класса — в дневных поездах, на главной и береговой линии.
- Место 1-го класса с кондиционером[18] — в междугородних экспрессах Коломбо — Канди, Коломбо — Бадулла, Коломбо — Вавуния, Коломбо — Баттикалоа, а также в поездах Udarata Menike и Podi Menike.
- Место 2-го класса — во всех междугородных поездах.
- Место 3-го класса — в большинстве поездов, базовые удобства.
- Rajadhani Express и ExpoRail предоставляли услуги премиум-класса во многих междугородных поездах. Прекратили работу в 2017 году.
- Viceroy II — премиум-класс, интерьер вагона в британском колониальном стиле. Оперирует в туристические сезон по главной линии Коломбо — Бадулла. [19]

Пригородные поезда обслуживают самые оживленные участки железных дорог Коломбо и его пригородов. Большинство пригородных поездов представляют собой дизель-поезда без разделения мест по классам. Самые загруженные линии Коломбо — Негомбо и Коломбо — Галле. В часы пик они могут быть переполнены.

### Типы поездов
- Междугородный экспресс — один из самых быстрых поездов, с небольшим количеством остановок
- Ночной почтовый — ночной грузопассажирский экспресс
- Экспресс — связывает Коломбо и основные транспортные узлы
- Пригородный — с остановками на каждой станции маршрута

### Маршруты и основные услуги

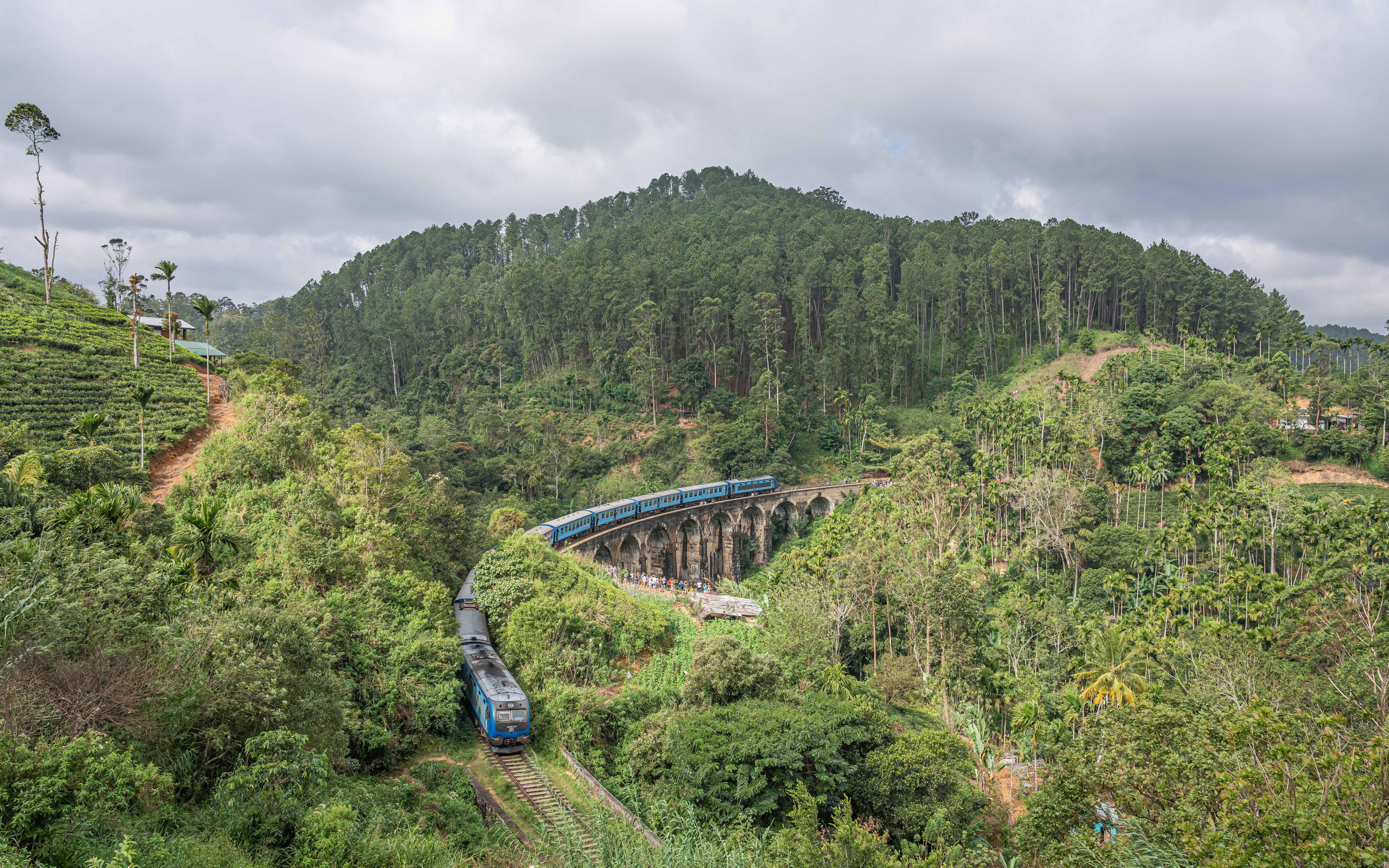
Дизель-поезд на участке Главной линии среди холмистой местности между Эллой и Бадуллой

SLR делит свою сеть на три операционных региона с центрами в Коломбо-Марадана, Навалапитья и Анурадхапура. В железнодорожную сеть входит девять линий. В 1950-е годы было запущено несколько именованных поездов.
|                   | Маршрут                                                 | Основные поезда |
| ----------------- | ------------------------------------------------------- | --- |
| Главная линия     | Коломбо — Перадения (Канди) — Нану-Ойя — Элла — Бадулла | Udarata Menike, Podi Menike, Tikiri Menike, Senkadagala Menike (в Канди), ночной почтовый экспресс Коломбо — Бадулла |
| Маталийская линия | Перадения — Канди — Матале                              | |

|                       | Маршрут                                                                   | Основные поезда           |
| --------------------- | ------------------------------------------------------------------------- | ------------------------- |
| Северная линия        | Полгахавела-Джанкшен — Курунегала — Анурадхапура — Джафна — Канкесантурай | Yal Devi, Rajarata Rejini |
| Маннарская линия      | Медаваччи-Джанкшен — Маннар — Талайманнар                                 |                           |
| Баттикалойская линия  | Махо-Джанкшен — Полоннарува — Баттикалоа                                  | Udaya Devi, Meena Gaya    |
| Тринкомалийская линия | Гал-Ойя-Джанкшен — Кантале — Тринкомали                                   |                           |

|                    | Маршрут                             | Основные поезда                                                     |
| ------------------ | ----------------------------------- | ------------------------------------------------------------------- |
| Береговая линия    | Коломбо — Галле — Матара — Белиатта | Ruhunu Kumari, Samudra Devi, Galu Kumari, Sagarika, Rajarata Rejini |
| Келанийская линия  | Коломбо — Марадана — Ависсавелла    |                                                                     |
| Путталамская линия | Рагама — Путталам                   | Muthu Kumari, Bangadeniya                                           |

## Связь с Индией

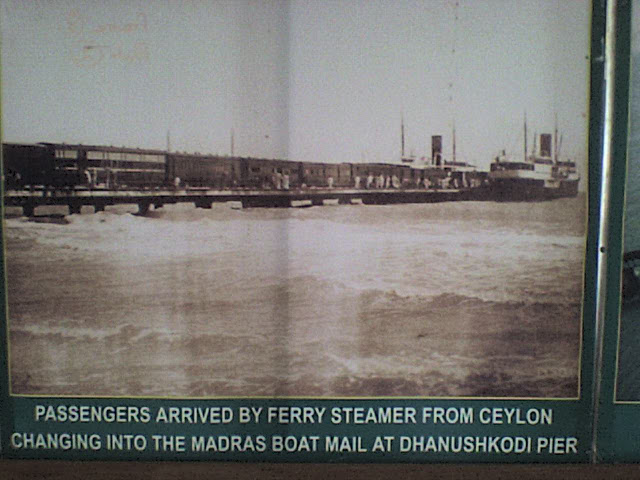
Пересадка с поезда на паром на Шри-Ланку на станции Dhanushkodi. Индия.

Планы связать Индию и Шри-Ланку озвучивались давно, но так и не были осуществлены. Первый проект моста длинной в 35 км был предложен в 1894 году, но был забыт из-за сложности реализации. Тем не менее большую часть двадцатого века ходил комбинированный поезд-паром-поезд Boat Mail по маршруту Коломбо-Ченнаи.
Поезд ходил с 1914 по 1984. На индийской стороне поезд доезжал до станции Dhanushkodi, и после 1964 года до станции Rameswaram. Далее была пересадка на паром до ланкийского пирса Talaimannar, расстояние на пароме 35 км. По прибытии на Шри-Ланку пассажиров уже ждал прямой поезд до Коломбо.
В настоящее время регулярно возникают предложения возобновить железнодорожное сообщение между странами, но до реализации они так и не доходят. Стоит отметить, что с Индийской стороны поезд Boat Mail продолжает ходить как и раньше по маршруту Ченнаи — Рамешварам.

## Проблемы

### Финансы
SLR постоянно несёт большие финансовые потери и не получают прибыли с 1943 года. В мае 2007 года железная дорога заработала около 3 млрд рупий, но потребовалась государственная субсидия в 7 млрд рупий, чтобы сбалансировать бюджет.
Потери связаны с высокими эксплуатационными и инфраструктурными затратами сети викторианской эпохи. Государство является работодателем последнего выбора, из-за чего имеется избыточная занятость и низка производительность труда.
Также для безубыточности необходимы более высокие тарифы. В апреле 2012 года Центральный банк Шри-Ланки призвал государственные предприятия (включая SLR) принять рыночные цены, чтобы уменьшить зависимость от государственного финансирования. Банк призвал улучшить финансовое управление и ценообразование, чтобы сделать железную дорогу более финансово жизнеспособной.

### Дискриминация местных жителей
В феврале 2017 года шри-ланкийская газета Sunday Times критиковала SLR за расистские туалеты на станциях. Иностранцы могут пользоваться чистыми туалетами, а жителям Шри-Ланки предлагают плохо обслуживаемые и зачастую антисанитарные туалеты. Вывески ясно выделяют «туалеты для иностранцев» среди других объектов. Согласно статье Sunday Times, объекты для иностранцев находились на станциях Коломбо, Маунт-Лавиния, Бадулла, Хиккадува и Панадура. Секретарь Министерства транспорта Нихал Сомавира сказал, что туалеты для иностранных туристов были модернизированы за счёт средств Министерства туризма. В статье образ мышления руководства SLR характеризуется как наследие колониальной эпохи.

### Инфраструктура
Инфраструктура построена в викторианскую эпоху и почти не обновлялась. Значительные средства расходуются на восстановление, вместо того чтобы тратить их в меньшем количестве на регулярное обслуживание. Вместимость подвижного состава снизилась, что привело к снижению качества обслуживания. С 2007 года железная дорога заказала новый подвижной состав, чтобы уменьшить дефицит мест.

### Транспортная интеграция
Услуги железной дороги не интегрированы с другими видами транспорта. В отличие от других транспортных систем, Шри-Ланка не упрощает оформление билетов при пересадке с железнодорожного на автомобильный транспорт и не предоставляет исчерпывающую информацию об автомобильных и железнодорожных грузовых перевозках. Автобусы не предоставляют выделенных услуг для железных дорог, что приводит к изоляции пригородных поездов от автобусов и снижению эффективности.
Интеграция автомобильной и железнодорожной транспортных систем позволило бы сократить трафик и снизить стоимость. Это стимулировало бы использование общественного транспорта и способствовало бы созданию зон, свободных от автомобильного движения.

### Происшествия
- 18 марта 1964 года — поезд сошёл с рельсов на высокой скорости около Миригамы, в результате чего погибло более 60 человек.
- 19 января 1985 года — ТОТИ взорвали Yal Devi, погибло 11 мирных жителей.
- 24 июля 1996 года — ТОТИ взорвали поезд в Дехивале, в результате чего погибло 70 человек.
- 19 августа 2001 — поезд сошёл с рельсов между Алавва и Рамбуккана из-за высокой скорости и переполненности, погибло 46 человек.
- Январь 2002 года — междугородный экспресс из Канди в Коломбо сошёл с рельсов около Рамбукканы из-за неисправности тормозов, погибло более 15 человек.
- 13 июня 2002 года — поезд сошёл с рельсов на железнодорожном вокзале Алавы, погибло 14 человек.
- 26 декабря 2004 года — из-за землетрясения и цунами в Индийском океане произошло крушение поезда в Пералии. Более 1700 человек погибло.
- 26 апреля 2005 года — автобус, пытавшийся объехать другой автобус на железнодорожном переезде в Янгалмодаре (недалеко от Полгахавелы), был сбит поездом; 37 пассажиров автобуса погибло.

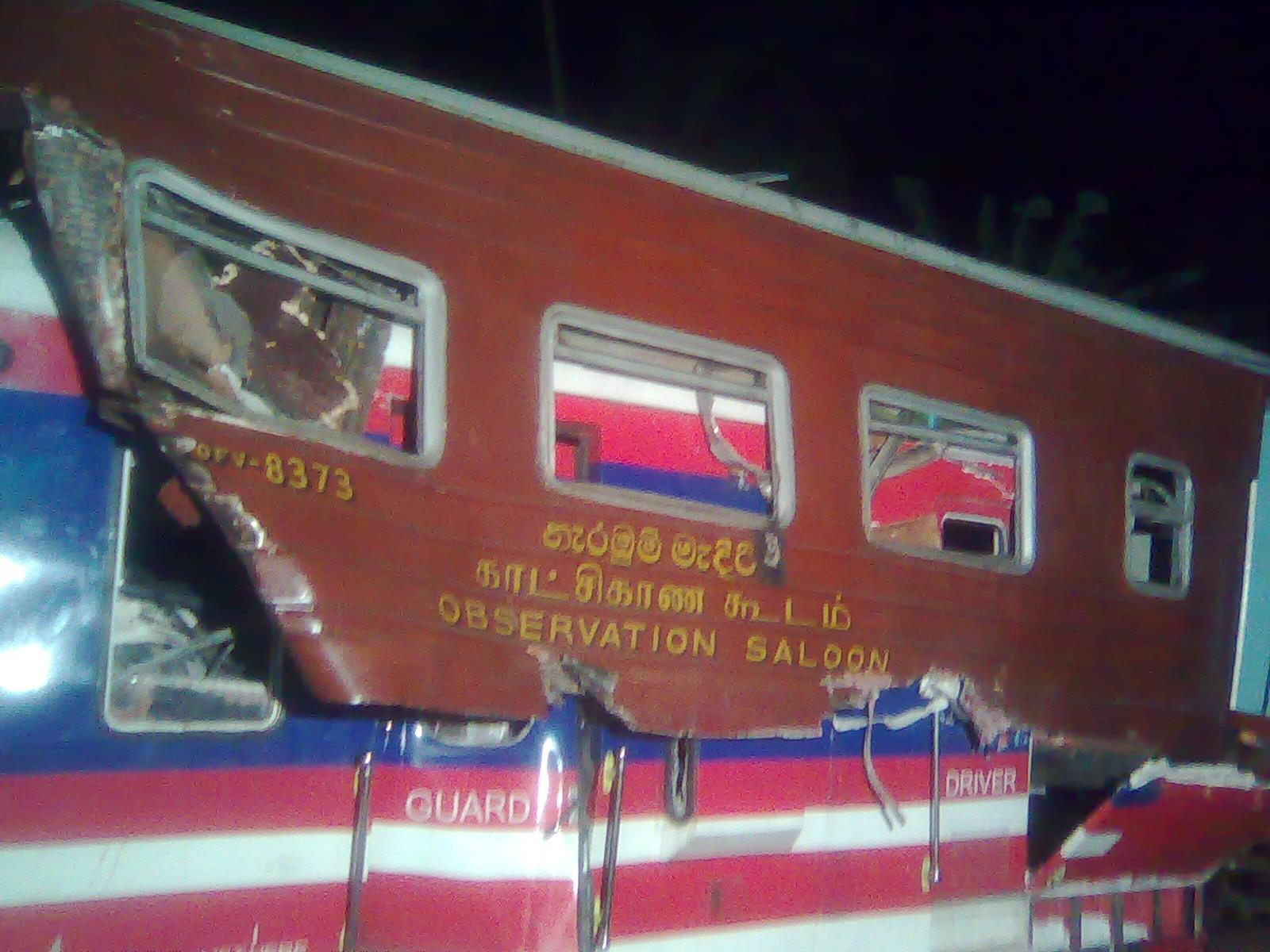
Катастрофа в Алавве в 2011 году

- 17 сентября 2011 года — на железнодорожной станции Алавва пассажирский поезд S11 врезался в остановившийся экспресс Коломбо — Канди Udarata Manike. Пять человек погибло, более 30 получили ранения[33].
- 17 мая 2012 года — После того, как поезд врезался в стоящий поезд, два поезда столкнулись между станциями Вандурава и Кинавала в Веянгоде.
- 30 апреля 2014 года — в Потухере междугородный экспресс столкнулся со следовавшим в Коломбо экспрессом Rajarata Rajina, пострадало 68 пассажиров[34].

Зарегистрирован ряд других аварий, в том числе столкновения со слонами в северных областях. Аварии происходили на не оборудованных шлагбаумами железнодорожных переездах. Из 1684 переездов в Шри-Ланке только 527 оборудованы шлагбаумами.
Для предотвратить столкновений поездов SLR начала установку устройств безопасности основе GPS.

## Культурное влияние
Железные дороги Шри-Ланки стали частью популярной культуры с упоминаниями в книгах и телешоу. В 1960-е годы группа Neville Fernando & Los Caballeros исполнила песню о пассажирском поезде под названием «Samuduru Devi». Железнодорожные линии в холмистой местности популяризируются как туристический аттракцион.